# Jwaneng
Jwaneng – miasto w Botswanie, w dystrykcie Southern. W 2008 liczyło 18 061 mieszkańców.
Na północ od miasta znajduje się odkrywkowa kopalnia diamentów Jwaneng.